# John Wesley Hyatt
John Wesley Hyatt (28 de novembro de 1837 — 10 de maio de 1920) foi um inventor estadunidense. É conhecido principalmente por ter simplificado o processo de produção de celuloide, o primeiro plástico industrial. Foi laureado com a Medalha Perkin em 1914.
Está incluído no National Inventors Hall of Fame. Ele tinha quase 238 patentes em seu crédito, incluindo melhorias em usinas de cana-de-açúcar e dispositivos de filtragem de água.

## Biografia
Hyatt nasceu em Starkey, Nova York, e começou a trabalhar como impressor aos 16 anos. Mais tarde, ele inventou o plástico, recebendo várias centenas de patentes. Entre as mais conhecidas de suas invenções está a de um substituto do marfim para a produção de bolas de bilhar. Um prêmio de US$ 10 000 foi instituído por Michael Phelan em 1863 devido ao custo do marfim e às preocupações com sua escassez.
Ajudado por seu irmão Isaiah, Hyatt fez experiências com Parkesine, uma forma endurecida de nitrocelulose. Parkesine foi inventado pelo inglês Alexander Parkes em 1862, e é considerado o primeiro plástico verdadeiro, embora não tenha sido um sucesso como produto comercial ou industrial.
A nitrocelulose líquida, ou colódio, foi usada já em 1851 por outro inventor inglês, Frederick Scott Archer, em aplicações fotográficas; também tinha sido amplamente usado como um filme de secagem rápida para proteger as pontas dos dedos das impressoras. O resultado final do Hyatt foi uma forma comercialmente viável de produzir nitrocelulose sólida e estável, que ele patenteou nos Estados Unidos em 1869 como "Celuloide" (patente dos EUA 50 359; agora uma marca registrada genérica).
Em 1870, a Hyatt fundou a Albany Dental Plate Company para produzir, entre outras coisas, bolas de bilhar, dentes falsos e teclas de piano. A Celluloid Manufacturing Company da Hyatt foi fundada em Albany, Nova York em 1872 e mudou-se para Newark, New Jersey em 1873.
A descoberta de celuloide do Hyatt foi a tribunal em uma disputa de patente com o inventor inglês, Daniel Spill, que havia patenteado essencialmente o mesmo composto no Reino Unido como "Xylonite". Spill e Hyatt entraram em conflito no tribunal entre 1877 e 1884. A decisão final foi que o verdadeiro inventor do celuloide foi Parkes, mas que toda a fabricação de celuloide poderia continuar, incluindo o Hyatt.
Outras invenções patenteadas do Hyatt incluem a primeira máquina de moldagem por injeção, moagem de cana-de-açúcar, extração de suco, rolamentos de rolos e uma máquina de costura de pontos múltiplos. John Wesley Hyatt fundou a Hyatt Roller Bearing Company em 1892 em Harrison, Nova Jersey.

Em 1895, contratou Alfred P. Sloan, filho de um grande investidor da empresa, como desenhista. Em 1905 ele fez Sloan presidente. A empresa foi vendida para a General Motors (GM) em 1916 e Sloan tornou-se presidente da GM.